# Myndus lophion
Myndus lophion är en insektsart som beskrevs av Kramer 1979. Myndus lophion ingår i släktet Myndus och familjen kilstritar. Inga underarter finns listade i Catalogue of Life.